# Skarnhällesjön
Skarnhällesjön är en sjö i Munkedals kommun i Bohuslän och ingår i Bäveån-Örekilsälvens kustområde. Sjön är 7,7 meter djup, har en yta på 0,0874 kvadratkilometer och befinner sig 105,9 meter över havet. Sjön avvattnas av vattendraget Hensbackabäcken.

## Delavrinningsområde
Skarnhällesjön ingår i det delavrinningsområde (648735-126300) som SMHI kallar för Mynnar i Taske å. Medelhöjden är 113 meter över havet och ytan är 5,86 kvadratkilometer. Det finns inga avrinningsområden uppströms utan avrinningsområdet är högsta punkten. Hensbackabäcken som avvattnar avrinningsområdet har biflödesordning 2, vilket innebär att vattnet flödar genom totalt 2 vattendrag innan det når havet efter 1,3 kilometer. Avrinningsområdet består mestadels av skog (70 %) och öppen mark (12 %). Avrinningsområdet har 0,43 kvadratkilometer vattenytor vilket ger det en sjöprocent på 1,6 %.